# Кандела, Венсан
Венса́н Кандела́ (фр. Vincent Candela; род. 24 октября 1973, Бедарье) — французский футболист, защитник, чемпион мира 1998 года и чемпион Европы 2000 года в составе сборной Франции.

## Клубная карьера
На клубном уровне Кандела играл за «Тулузу» (1992—95), «Генгам» (1995—97), «Рому» (1997—2005), «Болтон» (2005), «Удинезе» (2005—2006) и Сиену (2006—2007). Он выиграл одно «скудетто» с «Ромой», а также Суперкубок Италии, в 2001 году, также помогая клубу дойти до финала Кубка Италии 2003 года.
28 января 2007 года он сыграл свой последний матч в серии А в клубе «Мессина», в матче против «Асколи».

## Достижения
- Чемпион мира по футболу: 1998
- Чемпион Европы по футболу: 2000
- Чемпион Италии по футболу: 2001
- Обладатель Суперкубка Италии: 2001

## Прощальный матч
В пятницу вечером, 5 июня 2009 года Венсан провел прощальный матч с футболом.
В матче встречались «Рома» образца 2001 года и сборная Франции образца 1998 года. Все деньги от продажи билетов были направлены на восстановление пострадавших от землетрясения городов Абруццо.
Настоящий фурор навели на трибуны со зрителями своими выходами на поле Зинедин Зидан и Франческо Тотти.
| 5 июня 2009 Прощальный матч | Рома (2001)                                     | 5–3 | сборная Франции (1998)    |                       |
|                             | Монтелла (2), Дельвеккьо, Томмази, Ди Франческо |     | Джоркаефф, Лямуши, Дюгари | Судья: Стефано Фарина |

Составы команд
- Рома (2000/01): Лупателли; Кафу, Кандела, Алдаир, Пепе; Наката, Томмази, Де Росси; Дельвеккьо, Монтелла, Тотти (к).
- Франция (1998): Лама, Десайи, Тюрам, Пирес, Блан, Дешам, Макелеле, Дюгарри, Джоркаефф, Лямуши, Зидан (к).